# 韩爱晶
韩爱晶（1945年9月14日—），男，江苏省涟水县人。在文化大革命中，在北京航空學院就讀的韓愛晶和北京大學的聶元梓、清華大學化學系的蒯大富、北京師範大學的譚厚蘭以及北京地質學院的王大賓統稱為北京紅衛兵造反派五大領袖。曾任北京市革命委员会常务委员。

## 生平
韩爱晶生於一个普通的家庭，生父早年死于革命运动，由作为共产党中层干部的繼父撫養長大。文化大革命初期为北京航空学院学生。在去国防科委“请愿”静坐的28个昼夜，空前活跃而坚定，一跃成为名噪一时的北航“红旗”战斗队的“总勤务员”（即总司令的代名词）。后又成为北京航空学院革命委员会主任、“首都大专院校红代会”核心组副组长、北京市革命委员会常委。
1966年12月下旬派紅衛兵到四川成都把老帥彭德懷押回北京，翌年7月9日，韓愛晶強行針對彭德懷逼供和毆打，聲稱“審斗會”要“刺刀見紅”，要彭德懷交待“你为什么在庐山会议上写信反对‘三面红旗’？”“你为什么反对毛主席？”彭德懷被“打翻在地”七次，前額受傷出血，第五和十肋骨骨折。1967年7月26日，他与北京建工学院“新八一”联合成立了“揪刘火线总指挥部”，以召开批判会和逼刘交出第二份认罪书为名，调集了几十个单位数千名群众围堵中南海各门。在周恩来的阻止下才未能成功。又企圖打倒徐向前、葉飛、徐海東等人。同時在北航院內設立“隔離室”18處，審查了465人，170人受到非法關押，20余人非正常死亡。
1969年11月被分配到湖南株洲的航空系统某工厂工作。1971年3月8日至1975年9月9日，受隔离审查；此后被监督劳动；1978年4月19日被北京市公安局执行逮捕。1983年3月16日，北京市中级人民法院对追随林彪、江青反党集团进行反革命活动的聂元梓、蒯大富、韩爱晶进行刑事判决。韩爱晶因反革命杀人罪、反革命宣传煽动罪和诬告陷害罪，判處有期徒刑15年，剥夺政治权利3年。送往青海省塘格木农场服刑。1986年3月7日刑满获释后，留塘格木农场工作，任农场子弟学校教师，并在当地结婚生子。1987年夏天，韩爱晶接到通知，他仍然按照大学毕业生待遇回到原单位工作，并要求单位对其“政治上不受歧视、生活中要妥善安排”。回到湖南省株洲市原厂的技术情报室工作；后调至该厂驻广东省深圳市办事处；后入一国企参股公司担任总经理。2003年韩爱晶内退，在一公司担任顾问等职务。